# Тичкино (Венгеровський район)
Тичкино (рос. Тычкино) — присілок у Венгеровському районі Новосибірської області Російської Федерації.
Входить до складу муніципального утворення Мінінська сільрада. Населення становить 10 осіб (2010).

## Історія
Згідно із законом від 2 червня 2004 року органом місцевого самоврядування є Мінінська сільрада.

## Населення
| 2002 | 2007 | 2010 |
| ---- | ---- | ---- |
| 118  | ↘45  | ↘10  |